# Кройтор Роман
Рома́н Кро́йтор (англ. Roman Kroitor; 12 грудня 1926, Йорктон, Саскачеван, Канада — 16 вересня 2012, Квебек, Канада) — магістр філософії та психології. Винахідник у галузі кіно, кінорежисер, кінопродюсер.

## Біографія
Батьки Романа Кройтора — українські емігранти.
Навчався у Манітобському університеті (магістр філософії та психології).
Р. Кройтор першим впровадив нові кінематографічні методи, котрими його послідовники користуються десятиліттями. Також Р. Кройтор став першим режисером, котрий застосував легкі знімальні камери. Його «Лабіринт» з Коліном Лоу був визнаний найкращим фільмом на «Експо-67». Як винахідник у галузі технологій стереокіно Р. Кройтор, зокрема, розробив процес математичного моделювання для тривимірної мультиплікації. Разом з Гремом Фергюсоном, Робертом Керром та Уільмом Шоу розробили та запатентували стандарт IMAX. Також він є співзасновником корпорації IMAX Corporation.
"Я думав, — згадував винахідник, — як було б здорово, коли б художник міг безпосередньо створювати стереоскопічні просторові образи так, як він малює їх на папері. Аніматори люблять малювати й не люблять клавіатуру, комп'ютерну «мишу» і складні технічні маніпуляції. З новим пристроєм SANDDE (пристрій та програми для створення стереоанімації) художник може відтепер вручну малювати і перетворювати кадр в стереоформат.
Винахід Р. Кройтора гарантує мультиплікаторам комп'ютерне забезпечення творчості, яку спроможні обмежити лише кордони творчої уяви.
Як кінорежисер-постановник Р. Кройтор зняв перший у світі телесеріал «Безпристрасний погляд» — галерею досконалих кінопортретів публічних людей, таких як Стравінський, Рол Анка та інших. Разом з Робертом Керром та Гремом Фергюсоном заснував мульти-екранну корпорацію. Він також режисер фільму «Самотній хлопчик», який завоював приз «Фільм року» в 1963. Продюсер та сценарист фільму «Тигреня».